# 六十里越

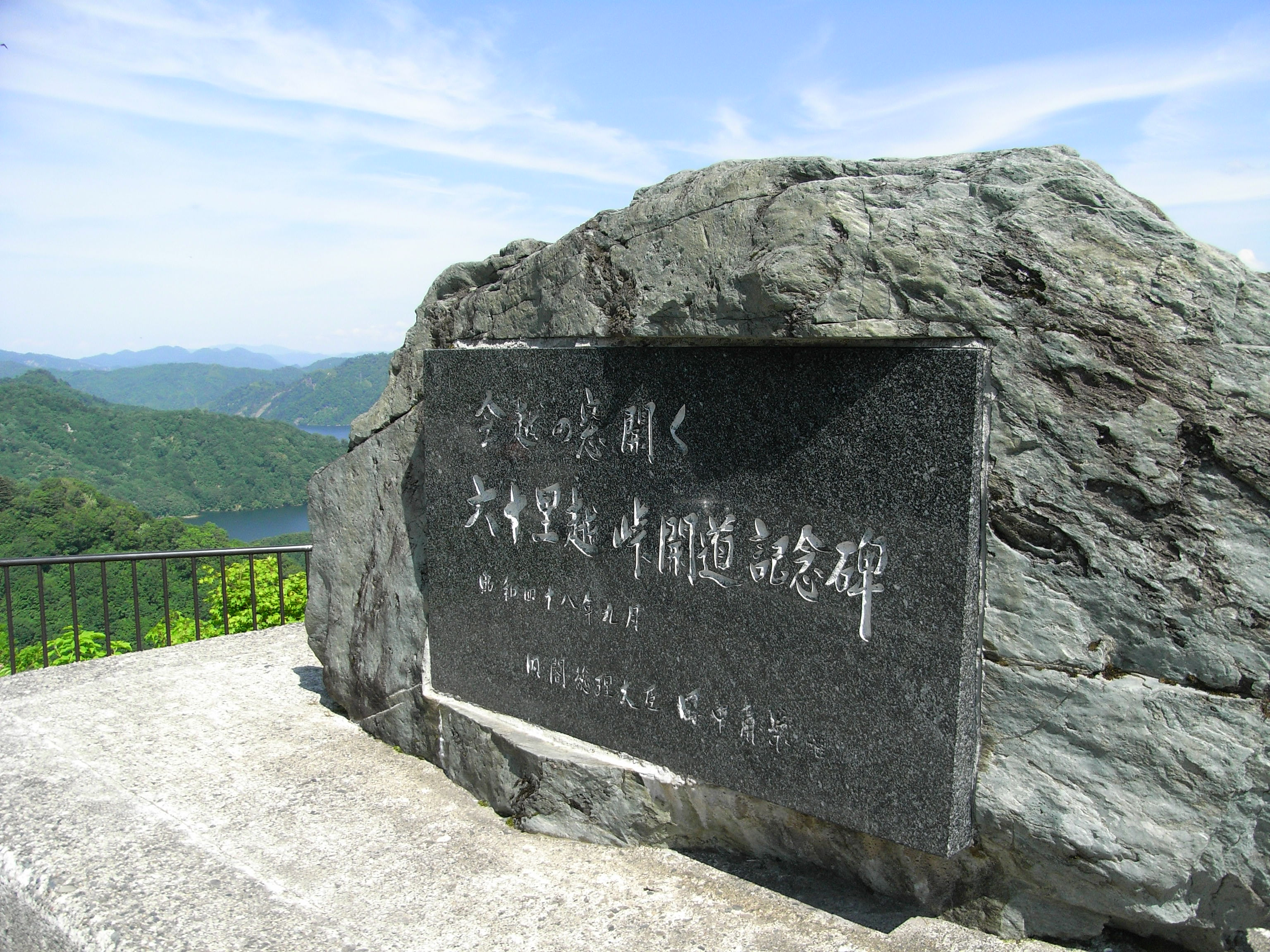
六十里越峠開道記念碑
当時内閣総理大臣だった田中角栄の揮毫である。

六十里越（ろくじゅうりごえ）は、新潟県魚沼市と福島県南会津郡只見町との間にある峠。

## 概要
魚沼市大白川と、只見町大字田子倉の間に所在する峠で、最高点の標高は863 mに達する。
六十里越の名の由来は、実際の距離は六里（約24 km）でありながら、険しさゆえに一里が十里にも感じられるほど余りに急峻かつ長大な山道であること、あるいは中世まで東日本においては一里は500 mであったことなど、諸説ある。
古くから新潟県中越地方と福島県会津地方南部を結ぶ街道の一つであるものの、国内有数の豪雪地帯に位置し、かつ雪崩や落石の危険性が高い箇所を経由することから通年では通行できない難所であった。昭和時代に入ってから道路改築と鉄道建設が進められ、まず1971年（昭和46年）8月に日本国有鉄道（国鉄）只見線（現在は東日本旅客鉄道〈JR東日本〉が継承）の、さらに1973年（昭和48年）9月には国道252号の、それぞれ県境区間が開業および開通した。いずれも区間内にはトンネルやスノーシェッドが連続して設けられている。
新潟県中越地方と只見町を結ぶ街道としてはもう一つ、六十里越から約15 km北東側の三条市と只見町の間に位置する八十里越があるが、こちらは更に急峻な地形を有する難所で、現在も国道289号などの国県道はいずれも自動車の通行不能区間となっており、両県と国土交通省が改築事業を行っている。

### 国道252号
道路改築事業は昭和初期、両県によって着手されたが太平洋戦争の激化で中止となり、戦後は主要地方道の若松小出線と田島小出線の重複区間に指定され1951年（昭和26年）に道路改築事業が再開された。1958年（昭和33年）からは陸上自衛隊も加わって改築が進められた。
1963年（昭和38年）4月に主要地方道若松小出線は二級国道252号柏崎会津若松線へ昇格され、10年後の1973年（昭和48年）9月に県境区間が開通した。
開通当初は一部区間の路面が未舗装（ダート）になっていたが順次舗装され、現在は全区間が舗装されている。
この両県境の区間には2006年（平成18年）11月、六十里越 雪わり街道という愛称が命名されている。
魚沼市側の大白川集落（大白川駅周辺）から只見線と並走しながら緩やかな勾配を上り、県境の六十里越トンネルを通過すると、只見町側は急峻な地形となっており、田子倉湖を遥か眼下に見下ろしながら只見町の中心部まで急勾配を駆け下りて行く。
この県境区間のうち、魚沼市大白川字末沢から県境の六十里越トンネルを挟んで只見町大字石伏字上宮渕に至る区間は、冬季間（おおむね11月中旬から5月中旬にかけて）は雪崩などの危険性があるため冬季閉鎖の措置が取られ、全面通行止となる。この冬季閉鎖区間は雪崩や落石、土砂崩れなどが発生しやすく、特に急勾配が多い福島県側では、閉鎖解除前には落石や土砂崩れによる路面や法面の損傷が見られることがある。また冬季閉鎖の開始および解除の時期は、積雪や路面の状況によって左右されるため、前後する場合がある。

#### トンネル
六十里越隧道
白沢トンネル
- 全長：375.0 m
- 幅員：6.0（8.75） m
- 有効高：4.7 m
- 工法：NATM工法
- 竣工：1982年（昭和57年）
- 施工：南会建設共同企業体

国道第一種改良事業として六十里越が整備されるに伴い1980年（昭和55年）10月に起工された。1982年（昭和57）7月に貫通し、12月15日に開通した。総工費は10億7000万円。
入間木隧道
- 全長：236.0 m
- 幅員：5.0（5.6） m
- 有効高：5.3 m
- 開通：1958年（昭和33年）

田子倉沢隧道
- 全長：50.0 m
- 幅員：5.0（5.6） m
- 有効高：4.0 m
- 開通：1958年（昭和33年）

苧巻岳隧道
- 全長：119.7 m
- 幅員：5.0（5.72） m
- 有効高：3.8 m
- 開通：1958年（昭和33年）

下平隧道
- 全長：40,0 m
- 幅員：5.0（5.65） m
- 有効高：3.9 m
- 開通：1958年（昭和33年）

田子倉第二隧道
- 全長：70.1 m
- 幅員：5.0（5.8） m
- 有効高：4.0 m
- 開通：1957年（昭和32年）

只見町田子倉字後山から同町石伏字向山に至る。田子倉ダム堤体左岸の尾根を貫く。
田子倉第一隧道
- 全長：126.0 m
- 幅員：5.0（5.6） m
- 有効高：4.0 m
- 開通：1955年（昭和30年）

只見町田子倉字向山から同町石伏字向山に至る。田子倉発電所左岸斜面部を貫く。

#### 橋梁
赤柴橋
- 全長：30.3 m
- 幅員：6.0 (9.0) m
- 形式：鋼単純下路式トラス橋
- 竣工：2004（平成16）年度

南会津郡只見町田子倉に位置する国道252号福島県側最初の橋梁である。床版より上部トラスの全長が長い逆台形型の下路式トラス協であり、全体が赤柴スノーシェッドとして覆道化されている。総工費は3億1400万円。
あいよし橋

### 只見線
一方の只見線は長大な六十里越トンネルおよび田子倉トンネルで貫通しており、国道252号が閉鎖となる冬期間は魚沼市と南会津郡を直通する唯一の交通手段となる。ただし列車本数は少なく、また除雪が追いつかないほどの豪雪に見舞われ、雪崩や土砂崩れの危険性が生じた場合は只見駅 - 大白川駅間で運転見合わせの措置が取られることがある。

## 六十里越トンネル
六十里越トンネル（ろくじゅうりごえトンネル）は、六十里越に設けられたトンネルである。国道および鉄道用のものが設置されている。

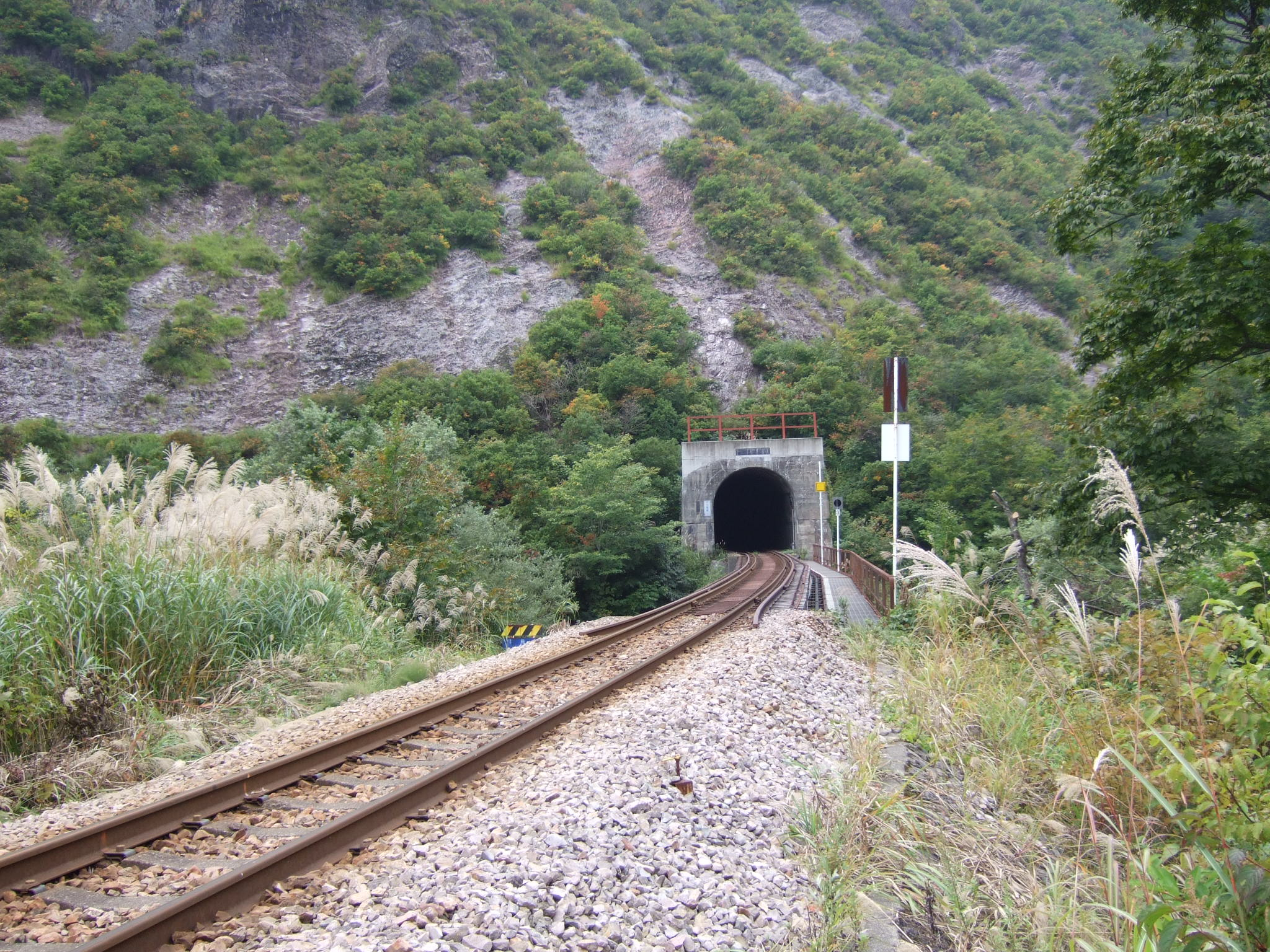
只見線六十里越トンネル

### 国道252号
- 全長：789.0m
- 幅員：5.5（6.0）m
- 有効高：4.5m

銘板上の表記は六十里越隧道。1965年（昭和40年）貫通、1973年（昭和48年）竣工。
トンネル付近の標高は760mに達する。六十里越のトンネルでは唯一、照明のあるトンネルである。

### JR只見線
只見線の只見駅と大白川駅の間に位置する。全長6,359m、1971年（昭和46年）の国鉄只見線全通時に開通した。
JRの非電化路線では最長のトンネルであり、開通時点では、日本の鉄道トンネルでは6番目、貨物線を含めた国鉄（当時、現在のJRグループ）在来線では5番目の長さを誇った。2008年現在では同42番目・8番目となっている。
2021年（令和3年）に17施設からなる「只見線鉄道施設群」の1つとして土木学会選奨土木遺産に認定された。

## 位置情報

### 六十里越トンネル（国道252号）
- 北緯37度18分16秒 東経139度13分02秒 / 北緯37.30444度 東経139.21722度

### 六十里越トンネル（JR只見線）
- 北緯37度18分49.8秒 東経139度13分15.2秒 / 北緯37.313833度 東経139.220889度